# Saffāl Band
Saffāl Band (persiska: سفّال بند, Safāl Band) är en ort i Iran.   Den ligger i provinsen Khorasan, i den östra delen av landet, 900 km öster om huvudstaden Teheran. Saffāl Band ligger 1 602 meter över havet och antalet invånare är 196.
Terrängen runt Saffāl Band är lite kuperad.Runt Saffāl Band är det glesbefolkat, med 12 invånare per kvadratkilometer. Närmaste större samhälle är Mākhūnīk, 5,6 km sydost om Saffāl Band. Trakten runt Saffāl Band är ofruktbar med lite eller ingen växtlighet.